# Aulo Cornelio Cosso (tribuno consolare 369 a.C.)
Aulo Cornelio Cosso (fl. IV secolo a.C.) è stato un politico romano.

## Primo tribunato consolare
Nel 369 a.C. fu eletto tribuno consolare con Quinto Servilio Fidenate, Quinto Quinzio Cincinnato, Marco Cornelio Maluginense, Marco Fabio Ambusto, Gaio Veturio Crasso Cicurino.
Anche quest'anno i romani cercarono di portare l'assedio a Velletri, ma come nell'anno precedente, i nemici di Roma riuscirono a resistere.
Intanto in città i tribuni della plebe, Gaio Licinio Calvo Stolone e Lucio Sestio Laterano, continuavano nel portare avanti le loro proposte a favore della plebe, ed i patrizi iniziavano a perdere il controllo degli altri tribuni, tramite il quale erano riusciti a bloccare le iniziative di Licinio e Sestio.
(Tito Livio, Ab Urbe condita, VI, 4, 37)

## Secondo tribunato consolare
Nel 367 a.C. fu eletto tribuno consolare con Marco Geganio Macerino, Lucio Veturio Crasso Cicurino, Marco Cornelio Maluginense, Publio Manlio Capitolino e Publio Valerio Potito Publicola.
Alla notizia dell'avvicinarsi dei Galli, Marco Furio Camillo fu nominato dittatore per la quinta volta.